# Сирийский слон
Сирийский слон (лат. Elephas maximus asurus) — предложенное название для западной популяции азиатских слонов (Elephas maximus), вымершей в античные времена. Скелетные остатки E. m. asurus были найдены на Ближнем Востоке (Турция, Ирак и Сирия) и датированы периодом между 1800 и 100 годами до н. э.
Древние сирийские мастера пользовались клыками E. m. asurus для резьбы по кости. В Сирии производство слоновой кости достигло своего максимума в течение первого тысячелетия до н. э., когда арамеи стали использовать слоновую кость для мебели. Этот чрезмерный промысел сирийских слонов ради слоновой кости, в конечном итоге, привёл к их исчезновению около 100 года до н. э.

## Описание
Сирийские слоны были одним из крупнейших подвидов азиатского слона, существовавших в историческое время, будучи 3,5 м и более высотой в плечах. Остатки показывают, что этот подвид не намного отличается от индийского подвида, за исключением размера.

## Споры
«Сирийские» слоны часто упоминается в эллинистической истории; и пока не понятно, почему Селевкиды, царствовавшие в это время на Ближнем Востоке и имевшие многочисленную армию боевых слонов, использовали индийских слонов (E. m. indicus), которые были приобретены Селевкидами в течение их Восточной экспансии. Об этом свидетельствуют древние источники, такие как Страбон и Полибий — эти «индийские слоны» были импортированы из-за недостатка собственных сирийских слонов или через скверное одомашнивание и обучение сирийских, как боевых слонов.